# Foristell
Foristell és una població dels Estats Units a l'estat de Missouri. Segons el cens del 2007 tenia 358 habitants.

## Demografia
Segons el cens del 2000, Foristell tenia 331 habitants, 121 habitatges, i 93 famílies. La densitat de població era de 25,7 habitants per km².
Dels 121 habitatges en un 34,7% hi vivien nens de menys de 18 anys, en un 65,3% hi vivien parelles casades, en un 2,5% dones solteres, i en un 23,1% no eren unitats familiars. En el 18,2% dels habitatges hi vivien persones soles el 5,8% de les quals corresponia a persones de 65 anys o més que vivien soles. El nombre mitjà de persones vivint en cada habitatge era de 2,74 i el nombre mitjà de persones que vivien en cada família era de 3,09.
Per edats la població es repartia de la següent manera: un 25,4% tenia menys de 18 anys, un 8,5% entre 18 i 24, un 27,2% entre 25 i 44, un 28,7% de 45 a 60 i un 10,3% 65 anys o més.
L'edat mediana era de 39 anys. Per cada 100 dones de 18 o més anys hi havia 116,7 homes.
La renda mediana per habitatge era de 52.386 $ i la renda mediana per família de 53.750 $. Els homes tenien una renda mediana de 43.750 $ mentre que les dones 33.333 $. La renda per capita de la població era de 22.331 $. Entorn del 7,1% de les famílies i el 8,9% de la població estaven per davall del llindar de pobresa.

## Poblacions més properes
El següent diagrama mostra les poblacions més properes.